# Taraxacum nigricans
Taraxacum nigricans là một loài thực vật có hoa trong họ Cúc. Loài này được (Kit.) Rchb. miêu tả khoa học đầu tiên.